# 1968年夏季奥林匹克运动会圭亚那代表团
1968年夏季奥林匹克运动会圭亚那代表团是圭亚那派出的1968年夏季奥林匹克运动会代表团。